# Сидоровский сельсовет (Новосибирская область)
Сидоровский сельсовет — сельское поселение в Колыванском районе Новосибирской области Российской Федерации.
Административный центр — село Сидоровка.

## История
Статус и границы сельского поселения установлены Законом Новосибирской области от 2 июня 2004 года № 200-ОЗ «О статусе и границах муниципальных образований Новосибирской области»

## Население
| 2002 | 2010 | 2012 | 2013 | 2014 | 2015 | 2016 |
| ---- | ---- | ---- | ---- | ---- | ---- | ---- |
| 1138 | ↘770 | ↘747 | ↘736 | ↘707 | ↘706 | ↘696 |
| 2017 | 2018 | 2019 | 2020 | 2021 |      |      |
| ↗715 | ↘693 | ↘665 | ↗668 | ↗673 |      |      |

## Состав сельского поселения
| № | Населённый пункт | Тип населённого пункта       | Население |
| - | ---------------- | ---------------------------- | --------- |
| 1 | Кочетовка        | деревня                      | ↗4        |
| 2 | Сидоровка        | село, административный центр | ↘490      |
| 3 | Южино            | деревня                      | ↘276      |